# おもちゃの国のクリスマス
『おもちゃの国のクリスマス』（原題：Babes in Toyland）は1986年のアメリカのテレビ映画。劇場未公開作品。『E.T.』の子役で注目された、ドリュー・バリモアが主役の少女を演じる。
クリスマスの夜、主人公の少女がおもちゃ屋さんで、楽しくも不思議な体験をする、ファミリー向けミュージカル・コメディ映画。

## キャスト
※括弧内は日本語吹き替え
- リサ・パイパー - ドリュー・バリモア（渕崎ゆり子）
- メアリー・パイパー/メアリー・コントラリー - ジル・シュエレン（松井菜桜子）
- ジャック・フェントン/ジャック・ニンブル - キアヌ・リーブス（堀内賢雄）
- パイパー夫人/未亡人ハバード - アイリーン・ブレナン）
- ジョージ/ジョージー・ポージー - グーギー・グレス（塩屋浩三）
- バーニー/バーナビー・バーナクル - リチャード・マリガン（大木民夫）
- グリム判事 - ウォルター・ブッシュホフ（北村弘一）
- トイマスター - パット・モリタ（富田耕生）

## その他
- 日本では、ビデオ版が1990年11月21日RCAコロンビア・ピクチャーズ・ビデオより発売された。DVD版は未発売(2014年12月現在)。
- 原題が同名の1997年の映画、Babes in Toyland(邦題:おもちゃの国を救え!)があるが、本作との関連性は無い。